# Solenopsis orbuloides
Solenopsis orbuloides é uma espécie de formiga do gênero Solenopsis, pertencente à subfamília Myrmicinae.